# Piégon
Piégon ist eine Gemeinde mit 240 Einwohnern (Stand 1. Januar 2022) im Süden Frankreichs im Département Drôme in der Region Auvergne-Rhône-Alpes.
Die Rebflächen des Ortes liegen im Weinbaugebiet des südlichen Rhônetals. Die Weine dürfen unter den Herkunftsbezeichnungen Côtes du Rhône sowie der qualitativ strikteren Côtes du Rhône Villages vermarktet werden.

## Weblinks

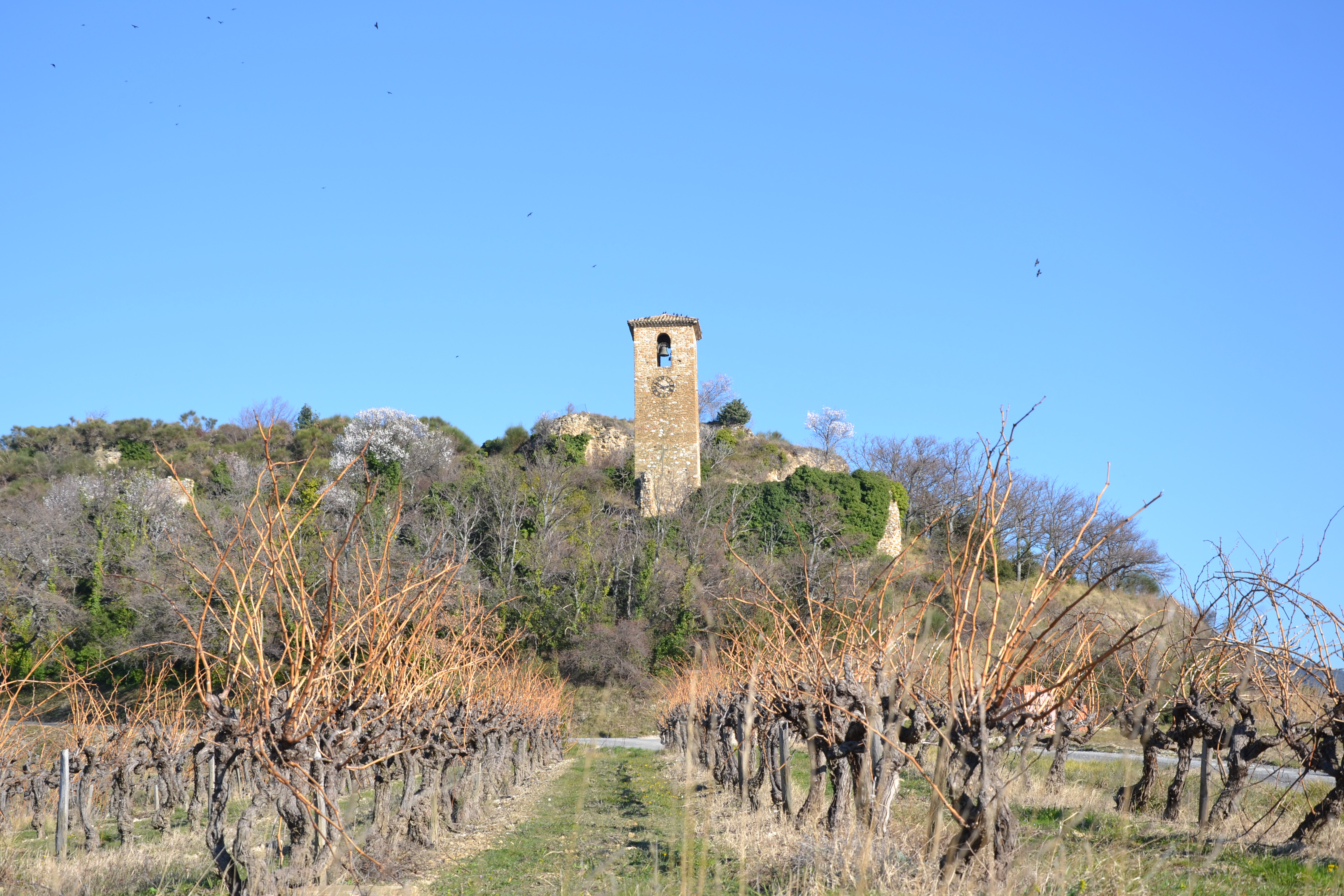
Blick auf Piégon

## Bevölkerungsentwicklung
| Jahr                       | 1962 | 1968 | 1975 | 1982 | 1990 | 1999 | 2009 | 2016 |
| Einwohner                  | 205  | 220  | 205  | 232  | 268  | 274  | 256  | 269  |
| Quellen: Cassini und INSEE |      |      |      |      |      |      |      |      |